# Ljudmila Pawlowna Gromowa
Ljudmila Pawlowna Gromowa (russisch Людмила Павловна Громова; * 4. November 1942 in Miass, Sowjetunion) ist eine ehemalige russische Kunstturnerin.

## Karriere
Gromowa zog 1957 nach Moskau. Bei den Olympischen Spielen 1964 in Tokio gewann sie mit der sowjetischen Mannschaft die Goldmedaille im Mannschaftsmehrkampf und belegte im Einzelmehrkampf Rang 30. Im selben Jahr wurde sie bei den sowjetischen Meisterschaften Zweite am Boden und am Schwebebalken.
1975 schloss sie ihr Studium an der Pädagogischen Universität in der Oblast Moskau ab. Anschließend war sie als Turntrainerin tätig.
Für ihre sportlichen Leistungen wurde sie 1964 als Verdiente Meisterin des Sports der UdSSR ausgezeichnet.